# Aegidius Francken

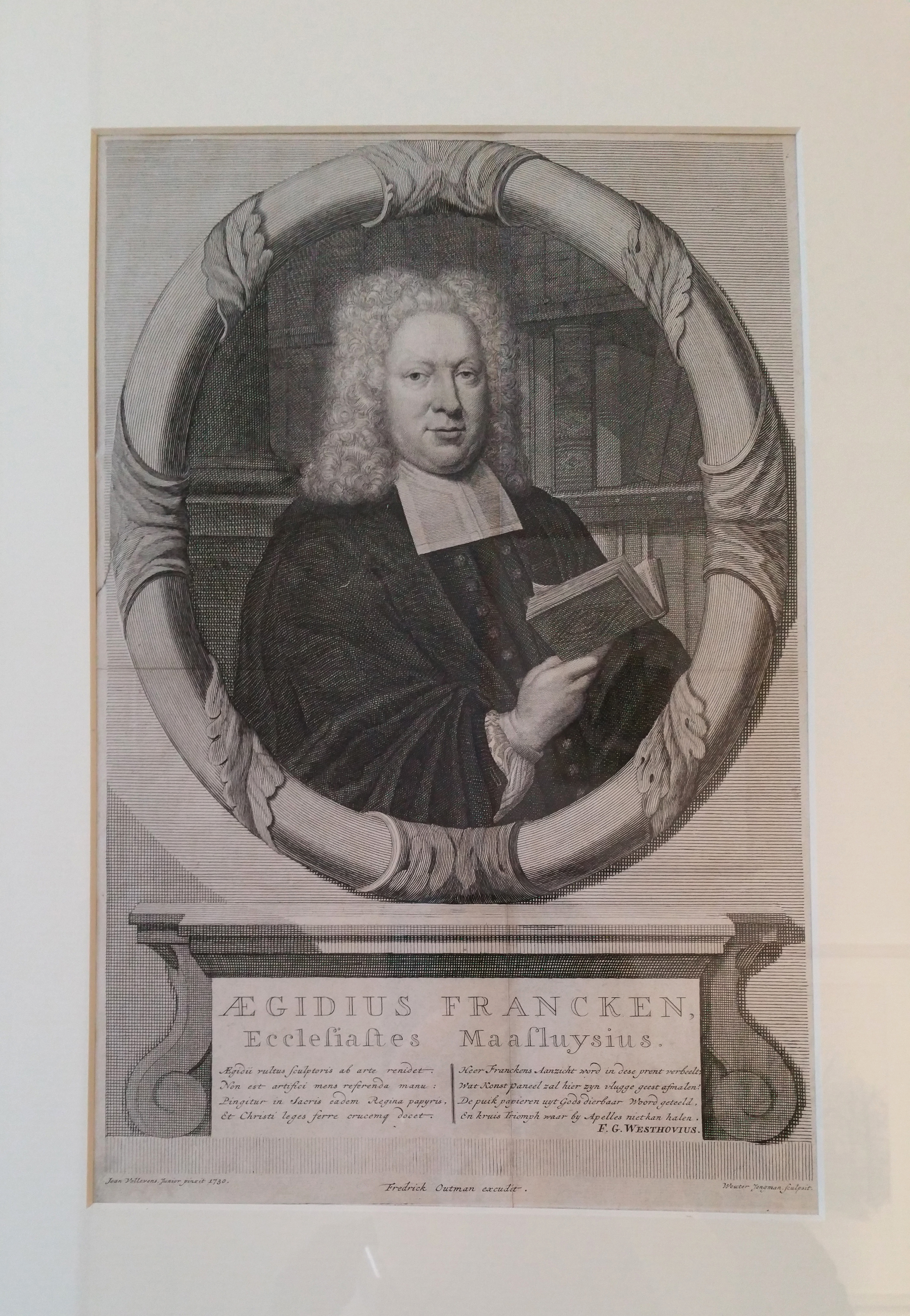
Gravure van Aegidius Francken in Museum Maassluis

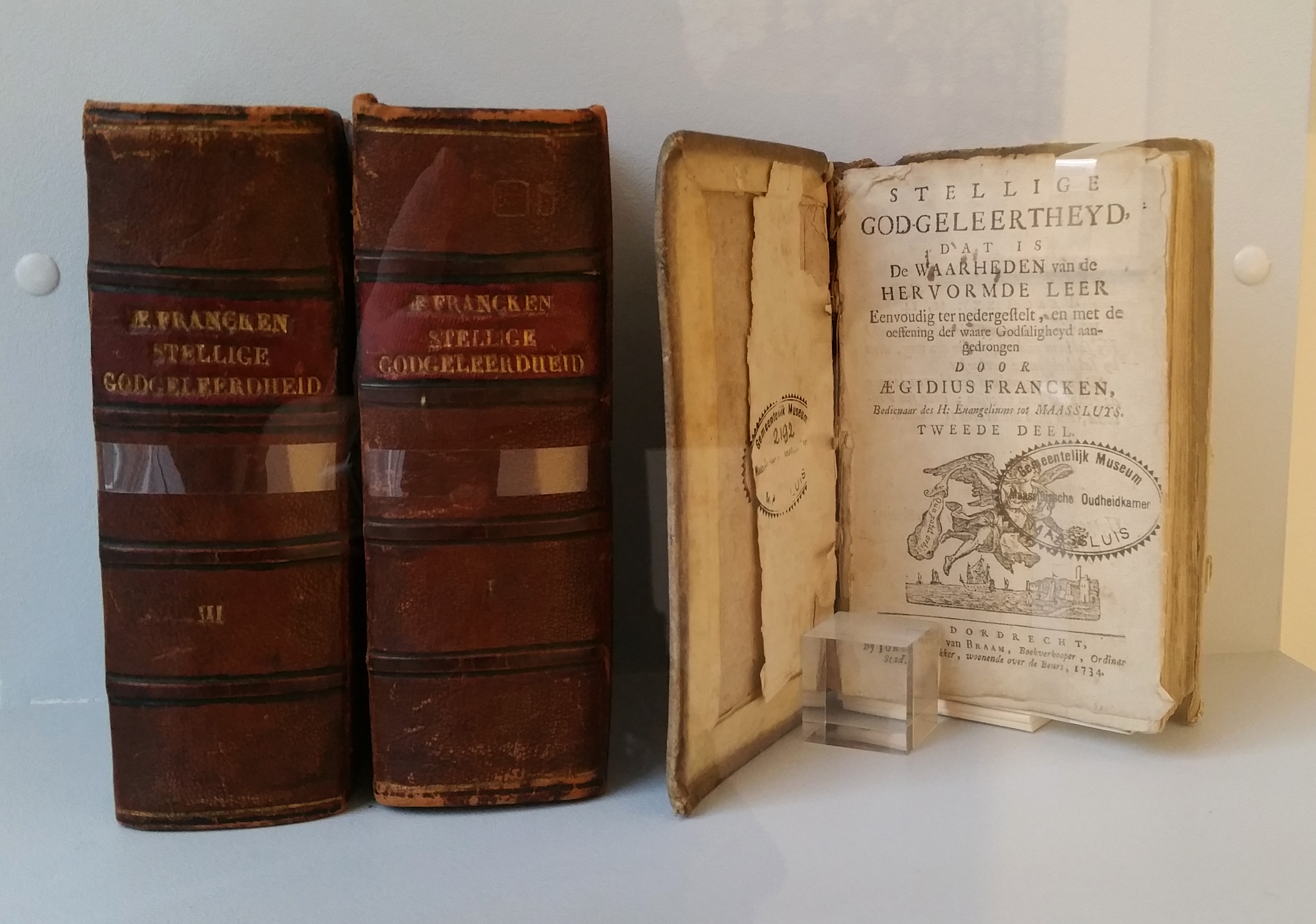
Drie delen van de Stellige God – Geleertheyd van de Hervormde leer in Museum Maassluis

Aegidius (Gillis) Francken (Dordrecht, 1 maart 1676 - Maassluis, 16 april 1743) was een Nederlands gereformeerd predikant en schrijver van stichtelijke theologische werken. Francken behoorde tot de stroming van de Nadere Reformatie.
Aegidius Franckens vader Hendrik was dominee, terwijl zijn moeder Catharina van Esch uit een oude adellijke familie stamde. Vanaf 1694 studeerde hij theologie aan de Leidse Universiteit. In 1705 werd Francken predikant in Rijsoord en in 1713 in Maassluis. Daar bleef hij tot zijn overlijden in 1743.
Francken is vooral bekend geworden als schrijver van een dogmatisch handboek voor gemeenteleden, Stellige God-geleertheyd. Dit boek werd in de negentiende eeuw gebruikt voor het theologie-onderwijs bij de Christelijk Afgescheiden Kerk. Ook in Zuid-Afrika werd het gebruikt, gezien de samenvatting die Dirk Postma (1818-1890), de stichter van de zg. "Dopperkerk", ervan maakte, Mijne handleiding voor de godgeleerdheid, volgens de kern van Aegidius Francken (1875). Daarnaast schreef Francken twee hulpmiddelen voor de catechese Kern der christelyke leere en Voorbeeld der christelyke leere.

## Voornaamste publicaties
- Stellige God-geleertheyd, dat is de Waarheden van de Hervormde Leer, eenvoudig ter nedergestelt, en met Oeffening der waare Godsaligheyd aangedrongen (Dordrecht, 1710-1712; 3 dln. in 2 bdn.; 8e druk: Rotterdam, 1769)
- Kern der christelyke leere, dat is de waerheden van den hervormden godsdienst eenvoudig ter nedergestelt, en met de oefening der waere godsaligheyd aangedrongen (Dordrecht, 1713; 22e druk: Groningen, 1894)
- Huwelijks-vereeniging van de Kerk-bruyd met den grooten Immanuel Christus (Dordrecht, 1725; 4e druk: 1757)
- Het Heylig Offerlam geslacht voor de Uitverkoorenen (Dordrecht, 1732; 2 dln.; 3e druk: 1762)
- Heilige Feeststoffen ofte verhandeling van 's waerelds Heilands Geboorte, Besnydenis, Opstanding en Hemelvaerd, beneffens de Uitstorting des H. Geestes volgens het verhael der Euangelisten, met eenige der toe voorbereidende Stukken, in verscheide Leerredenen vervat, en tot betragting van waere Godsaligheid aengedrongen (Dordrecht, Frederik Outman, 1742)
- Voorbeeld der christelyke leere (1e druk: ?; 6e druk: Rotterdam, 1755)